# 1531년

## 연호
- 명(明) 가정(嘉靖) 10년
- 일본(日本) 교로쿠(享禄) 4년
- 막 왕조(莫朝) 다이찐(大正) 2년

## 기년
- 류큐(琉球) 쇼세이왕(尚清王) 5년
- 명(明) 세종 가정제(世宗 嘉靖帝) 10년
- 조선(朝鮮) 중종(中宗) 26년
- 막 왕조(莫朝) 태종(太宗) 2년

## 사건
- 사라예보에 대학교가 세워짐.

## 사망
- 10월 11일 - 스위스의 신학자 울리히 츠빙글리.